# 模仿鸟谷 (肯塔基州)
模仿鸟谷（英語：Mockingbird Valley），是美国肯塔基州的一座城市。面积约为0.5平方公里（0.2平方英里）。根据2010年美国人口普查，该市的人口为167人。